# Federico (Visigoti)
Federico dei Visigoti (... – Orléans, 463) è stato co-reggente del regno dei Visigoti con Teodorico II, dal 453 alla sua morte (463).

## Origine

l'Europa nel 451, alla morte di Teodorico I. In marrone il regno di Tolosa dei Visigoti.

Secondo il Diccionario biográfico español, Real Academia de la Historia, Federico era il figlio maschio terzogenito del re dei visigoti, Teodorico I e di Pedoca, figlia di Alarico I, quindi fratello di Torismondo, Teodorico II e Eurico.

Ancora secondo il Diccionario biográfico español, Real Academia de la Historia, Teodorico I era un nobile visigoto, della casa dei Balti, imparentato con Vallia; alcune fonti sostengono che fosse figlio del re dei visigoti, Vallia, secondo altre fonti figlio illegittimo del re dei visigoti, Alarico I; comunque nessuna fonte primaria consultata sostiene una di queste due tesi ((LA)  IORDANIS DE ORIGINE ACTIBUSQUE GETARUM, (LA)  #ES Fragmenta historicorum graecorum, Volume 4, (LA)  #ES Idatii episcopi Chronicon, (LA)  Isidori Historia Gothorum, Wandalorum, Sueborum, De origine Gothorum e (LA)  Anastasii abbatis opera omnia).

## Biografia
Mentre suo fratello, Torismondo, nel 453, stava tentando, senza riuscirci, di assoggettare Arles dovette rientrare nel proprio paese perché i fratelli Teodorico e Federico, sembra spinti dal generale Romano Ezio, avevano dato il via ad una rivolta e dopo alcuni scontri, nel 453, Torismondo venne assassinato da Teodorico, che gli succedette.

Il Herimanni Augiensis Chronicon riporta che Torismondo fu ucciso nel 452 e gli succedette il fratello Teodorico.

Il Chronica Regum Visigotthorum riporta che regnò 3 anni (Thurismodus regnavit annos III).

Sia il Chronicon Albeldense che il De origine Gothorum di Isidoro di Siviglia riportano che Torismondo fu ucciso dai fratelli Teodorico e Federico (a Theuderico et Frigdarico est fratribus interfectus), mentre il vescovo Idazio riporta che fu trucidato dai due fratelli e Teodorico gli succedette (Thorismo Rex Gothorum, spirans hostilia, Theuderico et Frederico fratribus jugulatur, cui Theudericus succedit in regno), ed infine Giordane riporta che Torismondo, nel suo terzo anno di regno si ammalò, e, mentre lo stavano curando, un certo Ascalc lo uccise, facendolo morire dissanguato e dopo la sua morte il fratello Teodorico gli succedette (Theoderidus germanus eius Vesaegotharum in regno succedens).
Il fratello Teodorico II lo associò al trono.
Nel 455, Federico ebbe l'incarico di eliminare i gruppi di Bagaudi dalla provincia romana Tarraconense, dove riuscì a pacificare tutta la valle dell'Ebro e portando il Tarragonese sotto il controllo visigoto, per conto di Roma.
Libio Severo, imperatore dal 461, non era stato riconosciuto dal generale romano Egidio, e il Magister militum Ricimero aveva inviato col grado di magister militum per Gallias il generale Agrippino in Gallia a opporglisi. Allo scopo di ottenere il sostegno dei Visigoti contro Egidio, Agrippino accettò di consegnare loro Narbona, e, nel 462, Federico si accampò nei pressi della città.

Allora Egidio si diresse verso il nord della Gallia, tallonato da Federico.
Federico morì, nel 463, alla battaglia di Orléans, combattendo al comando dell'esercito goto, mentre cercava di portare i confini alla Loira per conto di suo fratello il re Teodorico II, sconfitto da Egidio, magister militum per Gallias dello spodestato imperatore romano Maggioriano.

A questa battaglia aveva partecipato, come alleato di Egidio, anche il re dei Franchi, Childerico.

## Discendenza
Di Federico non si conosce il nome di una eventuale moglie, né si hanno notizie di alcun discendente..

### Fonti primarie
- (LA)  IORDANIS DE ORIGINE ACTIBUSQUE GETARUM.
- (LA)  Chronica Regum Visigotthorum, España Sagrada Tomo II.
- (LA)  #ES Idatii episcopi Chronicon.
- (LA)  Isidori Historia Gothorum, Wandalorum, Sueborum, De origine Gothorum.
- (LA)  Anastasii abbatis opera omnia.
- (LA)  Monumenta Germaniae Historica, Auctorum antiquissimorum, tomus 5.1, Jordanis, De origine actibusque Getarum.
- (LA)  Monumenta Germaniae Historica, Scriptores (in Folio) (SS), tomus 5, Herimanni Augiensis Chronicon.

### Letteratura storiografica
- Ludwig Schmidt e Christian Pfister, I regni germanici in Gallia, in Storia del mondo medievale, vol. I, Garzanti, 1999,  pp. 275-300.
- Ernst Barker, L'Italia e l'occidente dal 410 al 476, in Storia del mondo medievale, vol. I, Garzanti, 1999,  pp. 373-419.